# Campeonato Amazonense de Futebol de 2018
O Campeonato Amazonense de Futebol de 2018 foi a 102ª edição da principal competição de futebol do estado, realizada entre Janeiro e Abril de 2018. Como premiação, o campeão ganhou uma vaga na Copa Verde, na Copa do Brasil e na Série D. Se houver mais uma vaga pra competições nacionais e regionais, ela será preenchida pelo vice-campeão; Se houvesse mais de uma, o restante das vagas seriam preenchidas pelas outras equipes com melhor índice técnico, o que acabou não acontecendo. O campeão foi o Manaus que conquistou o bi campeonato após golear o Fast por 4 x 0.

## Regulamento
O campeonato será disputado em dois turnos, com as equipes divididas em dois grupos. Cada turno será disputado em quatro fases: Primeira Fase (Classificatória), Segunda Fase (Quartas de Final), Terceira Fase (Semifinal) e Quarta Fase (Final).
Na primeira fase do Primeiro Turno, as equipes do Grupo A enfrentarão as equipes do Grupo B no sistema de jogo só de ida, classificando as três primeiras equipes de cada grupo. Nas quartas de final, os segundos colocados enfrentam os terceiros colocados: 2° Lugar do Grupo A X 3° Lugar do Grupo B e 2° Lugar do Grupo B X 3° Lugar do Grupo A. As equipes que vencerem seus jogos, enfrentarão os Primeiros colocados de cada grupo na semifinal, as equipes que vencerem os seus jogos, estarão classificadas para a Final. E na final, a equipe que vencer o jogo, será declarada campeã do turno.
Na primeira fase do Segundo Turno, as equipes enfrentarão os clubes do próprio grupo no sistema de jogo só de ida, classificando as três primeiras equipes de cada grupo. Nas quartas de final, os segundos colocados enfrentam os terceiros colocados: 2° Lugar do Grupo A X 3° Lugar do Grupo B e 2° Lugar do Grupo B X 3° Lugar do Grupo A. As equipes que vencerem seus jogos, enfrentarão os Primeiros colocados de cada grupo na semifinal, as equipes que vencerem os seus jogos, estarão classificadas para a Final. E na final, a equipe que vencer o jogo, será declarada campeã do turno.
Na Segunda, Terceira e Quarta fase, não haverá a vantagem do empate; o critério usado será as cobranças de pênaltis.

### Critério de desempate
Em caso de empate em pontos ganhos entre dois ou mais clubes ao final da Primeira Fase (classificatória) nos 2 turnos, o desempate, para efeito de classificação, será efetuado de acordo com os critérios abaixo:
1. Maior número de vitórias;
2. Maior saldo de gols;
3. Maior número de gols pró;
4. Confronto direto (somente na primeira fase do segundo turno);
5. Sorteio.

O campeão Amazonense de 2018 será o vencedor do jogo entre os dois campeões dos turnos. Caso a mesma equipe conquiste os dois turnos, essa será declarada a campeã.
Em caso de empate no jogo que definirá o campeão, haverá um tempo extra de 30 minutos que serão divididos em dois tempos de 15 minutos (Prorrogação). Caso o empate continue, a decisão vai para os pênaltis.

## Participantes
- A Arena Amazônia irá sediar as principais partidas (clássicos) e Fase Final do estadual.

## Primeiro Turno

### Grupo A
| Pos | Equipes              | Pts | J | V | E | D | GP | GC | SG |
| --- | -------------------- | --- | - | - | - | - | -- | -- | -- |
| 1   | Penarol              | 10  | 4 | 3 | 1 | 0 | 8  | 3  | +5 |
| 2   | Princesa do Solimões | 9   | 4 | 3 | 0 | 1 | 6  | 4  | +2 |
| 3   | Nacional-AM          | 5   | 4 | 1 | 2 | 1 | 5  | 3  | +2 |
| 4   | CDC Manicoré         | 2   | 4 | 0 | 2 | 2 | 4  | 6  | –2 |

| Pos | 1ª  | 2ª  | 3ª  | 4ª  |
| --- | --- | --- | --- | --- |
| 1   | PEN | PEN | PEN | PEN |
| 2   | MAN | PRI | PRI | PRI |
| 3   | PRI | MAN | MAN | NAC |
| 4   | NAC | NAC | NAC | MAN |

|  |                                        |
|  | Classificado para as Semifinais        |
|  | Classificados para as Quartas de Final |
|  | Eliminado na Fase                      |

### Grupo B
| Pos | Equipes         | Pts | J | V | E | D | GP | GC | SG |
| --- | --------------- | --- | - | - | - | - | -- | -- | -- |
| 1   | Fast Clube      | 6   | 4 | 2 | 0 | 2 | 3  | 6  | –3 |
| 2   | Manaus          | 5   | 4 | 1 | 2 | 1 | 6  | 6  | 0  |
| 3   | Rio Negro-AM    | 4   | 4 | 1 | 1 | 2 | 4  | 5  | –1 |
| 4   | São Raimundo-AM | 2   | 4 | 0 | 2 | 2 | 3  | 6  | –3 |

| Pos | 1ª  | 2ª  | 3ª  | 4ª  |
| --- | --- | --- | --- | --- |
| 1   | FAS | MAN | FAS | FAS |
| 2   | MAN | FAS | MAN | MAN |
| 3   | SRA | SRA | SRA | RNE |
| 4   | RNE | RNE | RNE | SRA |

|  |                                        |
|  | Classificado para as Semifinais        |
|  | Classificados para as Quartas de Final |
|  | Eliminado na Fase                      |

### Fase Final
Em itálico, os times que possuem o mando de campo no primeiro jogo do confronto e em negrito os times classificados.
|  | Quartas de Final | Quartas de Final     | Quartas de Final |  |  | Semifinais | Semifinais   | Semifinais |  |  | Final | Final      | Final |
|  |                  |                      |                  |  |  |            |              |            |  |  |       |            |       |
|  |                  |                      |                  |  |  | 1°B        | Fast Clube   | 4          |  |  |       |            |       |
|  | 2°A              | Princesa do Solimões | 1                |  |  |            | Rio Negro-AM | 1          |  |  |       |            |       |
|  | 3°B              | Rio Negro-AM         | 3                |  |  |            |              |            |  |  | 1°B   | Fast Clube | 0(5)  |
|  |                  |                      |                  |  |  |            |              |            |  |  | 1°A   | Penarol    | 0(4)  |
|  |                  |                      |                  |  |  | 1°A        | Penarol      | 3          |  |  |       |            |       |
|  | 2°B              | Manaus               | 3                |  |  |            | Manaus       | 2          |  |  |       |            |       |
|  | 3°A              | Nacional-AM          | 1                |  |  |            |              |            |  |  |       |            |       |

### Premiação
| Primeiro Turno     |
| ------------------ |
| Manaus             |
| Fast Clube Campeão |

## Segundo Turno

### Primeira Fase

#### Grupo A
| Pos | Equipes              | Pts | J | V | E | D | GP | GC | SG |
| --- | -------------------- | --- | - | - | - | - | -- | -- | -- |
| 1   | Princesa do Solimões | 5   | 3 | 1 | 2 | 0 | 1  | 0  | +1 |
| 2   | Penarol              | 4   | 3 | 1 | 1 | 1 | 4  | 4  | 0  |
| 3   | Nacional-AM          | 4   | 3 | 1 | 1 | 1 | 2  | 3  | –1 |
| 4   | CDC Manicoré         | 3   | 3 | 1 | 0 | 2 | 4  | 4  | 0  |

| Pos | 1ª  | 2ª  | 3ª  |
| --- | --- | --- | --- |
| 1   | MAN | PRI | PRI |
| 2   | PEN | MAN | PEN |
| 3   | PRI | NAC | NAC |
| 4   | NAC | PEN | MAN |

|  |                                        |
|  | Classificado para as Semifinais        |
|  | Classificados para as Quartas de Final |
|  | Eliminado na Fase                      |

#### Grupo B
| Pos | Equipes         | Pts | J | V | E | D | GP | GC | SG |
| --- | --------------- | --- | - | - | - | - | -- | -- | -- |
| 1   | Manaus          | 7   | 3 | 2 | 1 | 0 | 5  | 2  | +3 |
| 2   | Rio Negro-AM    | 6   | 3 | 2 | 0 | 1 | 3  | 2  | +1 |
| 3   | São Raimundo-AM | 4   | 3 | 1 | 1 | 1 | 2  | 2  | 0  |
| 4   | Fast Clube      | 0   | 3 | 0 | 0 | 3 | 1  | 5  | –4 |

| Pos | 1ª  | 2ª  | 3ª  |
| --- | --- | --- | --- |
| 1   | RNE | MAN | MAN |
| 2   | MAN | SRA | RNE |
| 3   | SRA | RNE | SRA |
| 4   | FAS | FAS | FAS |

|  |                                        |
|  | Classificado para as Semifinais        |
|  | Classificados para as Quartas de Final |
|  | Eliminado na Fase                      |

### Fase Final
Em itálico, os times que possuem o mando de campo no primeiro jogo do confronto e em negrito os times classificados.
|  | Quartas de Final | Quartas de Final | Quartas de Final |  |  | Semifinais | Semifinais           | Semifinais |  |  | Final | Final                | Final |
|  |                  |                  |                  |  |  |            |                      |            |  |  |       |                      |       |
|  |                  |                  |                  |  |  | 1°B        | Manaus               | 3          |  |  |       |                      |       |
|  | 2°A              | Penarol          | 2                |  |  |            | Penarol              | 0          |  |  |       |                      |       |
|  | 3°B              | São Raimundo-AM  | 1                |  |  |            |                      |            |  |  |       | Manaus               | 3     |
|  |                  |                  |                  |  |  |            |                      |            |  |  |       | Princesa do Solimões | 1     |
|  |                  |                  |                  |  |  | 1°A        | Princesa do Solimões | 1          |  |  |       |                      |       |
|  | 2°B              | Rio Negro-AM     | 1                |  |  |            | Rio Negro-AM         | 0          |  |  |       |                      |       |
|  | 3°A              | Nacional-AM      | 0                |  |  |            |                      |            |  |  |       |                      |       |

### Premiação
| Segundo Turno  |
| -------------- |
| Manaus         |
| Manaus Campeão |

## Final do campeonato

### Jogo Único
| Sábado, 7 de abril | Fast Clube | 0 – 4          | Manaus                                                        | Arena da Amazônia, Manaus |
| 17:00              |            | Súmula Borderô | 45+1' Hamilton · 59' Cleitinho · 89' Romarinho · 90+2' Derlan | Público: 780 Árbitro: AM  |

| Fast Clube | Manaus |

## Premiação
| Campeonato Amazonense 2018 |
| -------------------------- |
| Manaus                     |
| Manaus Campeão (2º título) |

## Estatísticas

### Público por equipe
| Pos. | Equipe               | J  | Acumulado | Média |
| ---- | -------------------- | -- | --------- | ----- |
| 1    | Penarol              | 6  | 9 281     | 1 547 |
| 2    | CDC Manicoré         | 3  | 3 559     | 1 186 |
| 3    | Nacional-AM          | 4  | 2 112     | 528   |
| 4    | São Raimundo-AM      | 3  | 1 169     | 390   |
| 5    | Manaus               | 8  | 2 825     | 353   |
| 6    | Fast Clube           | 4  | 1 193     | 298   |
| 7    | Princesa do Solimões | 6  | 1 695     | 283   |
| 8    | Rio Negro-AM         | 4  | 1 089     | 272   |
| –    | Total                | 38 | 22 923    | 603   |

### Maiores públicos
Esses são os cinco maiores públicos do Campeonato acima de 1 mil pagantes: